# 나즈와 라티프
나즈와 라티프(말레이어: Najwa Latif)는 말레이시아의 가수이다. 2011년 싱글 <Cinta Muka Buku>로 데뷔했다.